# IC 4935
IC 4935 est une galaxie spirale barrée vue par la tranche et située dans la constellation du Paon. Sa vitesse par rapport au fond diffus cosmologique est de 4 478 ± 21 km/s, ce qui correspond à une distance de Hubble de 66,1 ± 4,6 Mpc (∼216 millions d'al). Cette galaxie a été découverte par l'astronome américain DeLisle Stewart en 1901.
À ce jour, une mesure non basée sur le décalage vers le rouge (redshift) donne une distance d'environ 48,700 Mpc (∼159 millions d'al). Cette valeur est à l'extérieur des valeurs de la distance de Hubble. Notons que c'est avec la valeur moyenne des mesures indépendantes, lorsqu'elles existent, que la base de données NASA/IPAC calcule le diamètre d'une galaxie et qu'en conséquence le diamètre d'IC 4935 pourrait être d'environ 52,5 kpc (∼171 000 al) si on utilisait la distance de Hubble pour le calculer.

## Groupe d'ESO 185-54
Selon A. M. Garcia IC 4935 fait partie du groupe d'ESO 185-54. Ce groupe de galaxies renferme au moins neuf membres. Les autres galaxies sont NGC 6848, NGC 6855, NGC 6862, NGC 6867, IC 4950, IC 4952, IC 4963 et ESO 185-54.